# Taito Kick and Run Hardware
Taito Kick and Run Hardware es una placa de arcade creada por Taito destinada a los salones arcade.

## Descripción
El Taito Kick and Run Hardware fue lanzada por Taito en 1986.
Posee dos procesadores Z80 @ 6 MHz., CPU adicional M68705 @ 2MHz y tiene chip de sonido YM2203.
En esta placa funcionaron 2 títulos.
En algunos países es conocido como México 86.

## Especificaciones técnicas

### Procesador
- 2x Z80 @ 6 MHz.

### Audio
Chips de Sonido
- YM2203

## Lista de videojuegos
- Kick And Run
- Kiki Kaikai / Knight Boy